# Edgar Abbott
Edgar Abbott, né en 1850 et décédé à l'âge de 39 ou 40 ans le 17 juillet 1890 à Londres, est un marchand britannique.
Il débarque au Japon en 1869 et travaille pour la compagnie d'assurance Gilman & Co. à Yokohama jusqu'en 1873. En 1874, il fonde sa propre entreprise de courtier naval et devient agent d'assurance, la Queen Insurance Co.. Lorsqu'en 1885, la brasserie de William Copeland fait faillite, il devient actionnaire et membre du conseil de direction de la future Kirin Beer Co..
Mort à Londres, il est enterré au cimetière des étrangers de Yokohama.